# Celyphidae
Celyphidae zijn een familie uit de orde van de tweevleugeligen (Diptera), onderorde vliegen (Brachycera). Wereldwijd omvat deze familie zo'n 8 genera en 115 soorten.

## Geslachten
De volgende geslachten zijn bij de familie ingedeeld:
- Acelyphus
- Celyphus
- Chamaecelyphus
- Idiocelyphus
- Oocelyphus
- Spaniocelyphus